# Сурава (Швейцария)
Сурава (нем. Surava) — деревня и бывшая коммуна в Швейцарии, в кантоне Граубюнден.
До 2014 года имела статус отдельной коммуны. 1 января 2015 года объединена с коммунами Альваной, Альвашайн, Бриенц, Мон, Штирва и Тифенкастель в новую коммуну Альбула/Альвра.
Входит в состав региона Альбула (до 2016 года входила в округ Альбула).
Население составляет 199 человек (на 31 декабря 2006 года). Официальный код — 3515.